# Kalckhoff-Medaille
Kalckhoff-Medaille ist ein Literaturpreis des Bundes Deutscher Philatelisten für besondere Verdienste auf dem Gebiet der deutschsprachigen philatelistischen Literatur.
Dieser Preis ist zu Ehren von Franz Kalckhoff 1950, anlässlich seines neunzigsten Geburtstags gestiftet worden und 1951 war er selbst der erste Preisträger. Auf der Medaille selbst ist eine Relief-Bildnis von ihm in Silber eingeprägt und sie hat einen Durchmesser von 50 Millimetern. Sie wird jedes zweite Jahr verliehen.

## Preisträger 1951–1969
| - 1951 – Franz Kalckhoff - 1953 – Christoph Otto Müller - 1955 – Karl Th. Meyer - 1957 – Kurt Zirkenbach | - 1959 – Siegfried Ascher - 1961 – Ullrich Häger - 1963 – Werner Münzberg | - 1965 – Karl Knauer - 1967 – K. K. Wolter - 1969 – Hans Weidlich |

## Preisträger seit 1972
| - 1972 – Kurt Karl Doberer - 1974 – Fritz Gaedicke - 1976 – Emil W. Mewes - 1978 – Erwin Probst - 1980 – Hans Egon Vesper - 1982 – Wilhelm J. Fleitmann - 1984 – Rolf Ritter - 1987 – Hans-Joachim Anderson (anstatt 1986) - 1988 – Wolf J. Pelikan | - 1990 – Friedrich Spalink - 1992 – Horst Hille - 1994 – Alfred Meschenmoser - 1996 – Heinz Jaeger - 1998 – Helmut Oeleker - 2000 – Ingo von Garnier - 2002 – Hans Meyer - 2004 – Karl Heimann - 2004 – Karl Zangerle | - 2006 – Rainer Lütgens - 2008 – Peter Fischer - 2010 – Inge Riese - 2010 – Walter Kohlhaas - 2012 – Andreas Hahn - 2014 – Hanspeter Frech - 2016 – Peter Tichatzky - 2017 – Armin Knapp |